# Meuse (rijeka)
Meuse (fra. Meuse, val. Mouze, limburški: Maos, niz. i nje.: Maas) je rijeka koja izvire u Francuskoj, teče kroz Belgiju i u Nizozemskoj se ulijeva u Sjeverno more. Rijeka je duga 925 km. 

## Pritoci
Glavni pritoci rijeke Meuse poredane su po redoslijedu od nizvodno prema uzvodno, s gradom u kojem se pritoci ulijevaju u rijeku (npr. rijeka Dieze ulijeva se u rijeku Meusu, zajedno sa svojim pritocima rijekama Ae i Dommel, dok je Gender pritok rijeke Dommela):
- Dieze (u blizini 's-Hertogenboscha)
  - Aa (kod 's-Hertogenboscha)
  - Dommel (kod 's-Hertogenboscha)
    - Gender (kod Eindhovena)
- Niers (kod Gennepa)
- Swalm (kod Swalmena)
- Rur/Roer (kod Roermonda)
  - Wurm (kod Heinsberga, Njemačka)
  - Merzbach (kod Linnicha, Njemačka)
  - Inde (kod Jülicha, Njemačka)
- Geleenbeek (u blizini Maasbrachta)
- Geul (u blizini Meerssena)
- Geer/Jeker (kod Maastrichta)
- Voer/Fouron (kod Eijsdena)
- Berwinne/Berwijn (u blizini Moelingena, dio Voerena)
- Ourthe (kod Liègea)
  - Weser/Vesdre (u blizini Liègea)
  - Amel/Amblève (kod Comblain-au-Ponta)
    - Salm (kod Trois-Pontsa)
    - Warche (u blizini Malmedya)
- Hoyoux (kod Huya)
- Mehaigne (kod Wanzea)
- Sambre (kod Namura)
- Bocq (kod Yvoira)
- Molignée (kod Anhéea)
- Lesse (kod Anseremmea, dio Dinanta)
- Viroin (kod Vireux-Molhaina)
- Semois ili Semoy (kod Montherméa)
- Bar (u blizini Dom-le-Mesnila)
- Chiers (kod Bazeillesa)

## Slike
- Meuse kod Namur
- Meuse kod Gravea
- Meuse u francuskim Ardennesima

## Vanjske poveznice
|  | Zajednički poslužitelj ima još gradiva o temi Meuse (rijeka) |